# 第7SS義勇山岳師団
第7SS義勇山岳師団 プリンツ・オイゲン（独: 7. SS-Freiwilligen-Gebirgs-Division Prinz Eugen）は、ドイツ武装親衛隊の師団である。
師団名称はオーストリアの歴史的な名将で、対オスマン帝国戦争、スペイン継承戦争で活躍したサヴォイア公子オイゲンにちなむ。

## 編制
1942年、主にクロアチア・セルビア・ハンガリー・ルーマニアの民族ドイツ人義勇兵を中心に義勇山岳猟兵師団として編成されたが、装備は必ずしもドイツ軍の制式ではなく、チェコ製の機関銃やフランス製の戦車などを支給された部隊もあった。師団の準備が整うと、パルチザン活動が激しい、バルカン半島へ投入されることとなる。
師団はイバル川（Ibar River）東方の山岳地帯にあるセルビア－モンテネグロ国境で活動を始め、その後、イタリア軍と共にザグレブ－カルロヴァツ地区で、ヨシップ・ブロズ・チトー率いるパルチザンを掃討するヴァイス（Weiß）作戦に従事したが、パルチザンは攻撃を回避、作戦は失敗に終わった。1942年5月、元ユーゴスラビア軍のドラジャ・ミハイロヴィッチ将軍率いるチェトニックを掃討するシュヴァルツ作戦（Operation Schwarz）に従事した。

### 1943年
師団はヘルツェゴヴィナのモスタルを攻撃、また同時にサラエボ北西部へ部隊を展開、攻撃は成功しミハイロヴィッチとチェトニックはセルビアへ退却した。1943年8月、師団は第15山岳軍団に所属、ダルマチアの海岸へ移動、9月にイタリアが連合国に降伏した後、イタリア占領に参加、フヴァル島、ブラチ島、コルチュラ島、ペリェシャツ半島を占領、さらにオミス（Omis）、プロチェ（Ploče）、ビオコボ（Biokovo）のパルチザンを掃討するラントシュトルム作戦（Operation Landstrum）に参加した。
1943年10月22日に再編成され、第7SS義勇山岳師団「プリンツ・オイゲン」と改称した。11月、師団は第5山岳軍団に所属、12月にパルチザン掃討作戦に従事した。

### 1944年

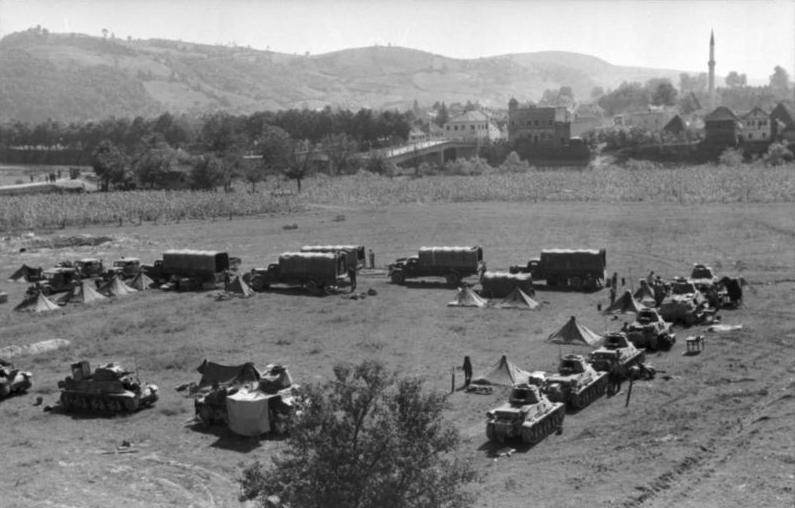
ボスニアで露営中の「プリンツ・オイゲン」師団、戦車はフランス製のH-39。

戦況が不利になるにつれ、パルチザンの活動は活発化する一方だった。師団は1944年3月から4月にかけてマイバオム作戦(Operation Maibaum)という掃討戦を展開、その後1944年5月25日より大規模な掃討作戦としてロッセルスブルンク作戦（Operation Rösselsprung、桂馬跳び作戦）をドルヴァル（Drvar）で行うこととなった。この作戦はチトーを殺害するか、捕獲するのが目的で、第500SS降下猟兵大隊とブランデンブルク連隊が中心となり、第7SS義勇山岳師団がその退路を確保することとなっていた。だがチトー本人には手を掛けられずに終わる。
その後、師団は5月のヴァルトラウシュ (Waldrausch) 作戦、6月のフライエ (Freie) 作戦、7月のヤークト (Jagd) 作戦、8月12日から30日にかけてリューベツァール (Rübezahl) 作戦とモンテネグロでパルチザン掃討に従事した。しかし1944年8月、ルーマニア、1944年9月、ブルガリアがそれぞれソ連と単独講和し、ソビエト赤軍がバルカン半島方面へ進撃してくると、師団はソビエト赤軍、ルーマニア軍、ブルガリア軍と戦い、多大な犠牲者を出すこととなった。
師団がモンテネグロからトランシルヴァニアへ退却中の1944年9月21日、初代師団長だったアルトゥール・フレプス（Artur Phleps）親衛隊大将が失踪（ソ連軍に捕えられ処刑されたと見られる）。その後第13SS武装山岳師団 ハンジャール（クロアチア第1）と第23SS武装山岳師団 カマ（アルバニア第2）と第21SS武装山岳師団 スカンデルベク（アルバニア第1）らとともに、ギリシャ、エーゲ海のドイツ将兵約35,000名が退却するための海路を確保する任務に従事した。1944年10月20日、ソビエト赤軍はベオグラードを占領、師団はドイツ軍の退却の確保の為に後衛を務めた。
11月初旬、第21SS武装山岳師団 スカンデルベク（アルバニア第1）が解散、第7SS義勇山岳師団の第14SS連隊に吸収、第14SS連隊は同時にスカンデルベクのカフタイトルも引き継いだ。

### 1945年
1945年1月、師団はヴコヴァルでソビエト赤軍、パルチザンとの戦いを重ねていた。ボスニアからの撤退はそれからも続き、1945年4月、師団はクロアチアまで退却した。5月10日、師団はスロベニアのツェリェに退却、11日にチトーパルチザンに降伏した。降伏した師団兵士1600名が射殺されたり、通信隊助手の女性は体を杭に串刺しにされて殺された。

## 悪名
師団はモンテネグロのニクシッチ（Niksic）で行われたパルチザン掃討活動での残虐行為で知られる。

## 師団長
- 1942年1月30日－1943年5月15日：アルトゥール・フレプス親衛隊大将
- 1943年5月15日－1944年1月30日：カール・フォン・オーバーカンプ帝国騎士（Karl Ferdinand Reichsritter von Oberkamp ）親衛隊中将
- 1944年1月30日－1945年1月20日：オットー・クム親衛隊少将
- 1945年1月20日－1945年5月8日：アウグスト・シュミットフーバー（en:August Schmidthuber）親衛隊少将